# Kammakersstraat
De Kammakersstraat is een straat in het West-Bruggekwartier van Brugge.

## Beschrijving
Er bestond in Brugge een ambacht van kammakers voor de weefgetouwen. Deze straat zou een verwijzing zijn naar dit ambacht, meer bepaald naar de wolkammers, hoewel hiervoor wel geen onomstotelijk bewijs bestaat.
Het gaat alvast om een oude naam, die al in 1370 vermeld wordt, althans volgens Albert Schouteet. In 1545 vermeldt een akte: achterwaerts streckende in 't Cammaertstraetkin.
Mogelijk komt dus de naam van cammaert (degene die kamt), een afleiding van het werkwoord cammen. Een andere hypothese is dat de naam oorspronkelijk Cammart of van der Cammen geweest is, verwijzende naar een persoon, en later door de volksmond verbasterd tot kammaker. Een meestal betrouwbare bron over zoiets was Karel De Flou, maar hij repte er niet over.
In 1415 ontstond een aanzienlijke brand op West-Brugge. Meer dan 200 huizen, met inbegrip van die in de Kammakersstraat gingen grotendeels in de vlammen op. De strodaken waren mede oorzaak van de snelle uitbreiding van de brand. Samen met de grote brand aan de Potterierei in 1412, bracht dit het stadsbestuur ertoe om voortaan bij nieuwbouw één derde van de dakkosten (de derde tegel) voor zich te nemen, teneinde de gewenste tegelbedekking te bevorderen.
De straat loopt van de Smedenstraat naar de Lane.

## Godshuizen
De Kammakersstraat telt verschillende godshuiscomplexen, eigendom van het OCMW en bestemd voor bejaarden met een bescheiden inkomen.
- Godshuizen Onze-Lieve-Vrouw-van-Blindekens waren al gebouwd voor de brand van 1417, en gingen toen in de vlammen op. Ze werden herbouwd en boden bewoning aan twaalf arme blinden, die zelf, door bedelen, in hun onderhoud moesten voorzien. Tot het godshuizencomplex behoorde ook de Onze-Lieve-Vrouw-van-Blindekenskapel, die beheerd werd door de meester van het Sint-Juliaanhospitaal in de Boeveriestraat. Kerk en godshuizen werden eigendom van het OCMW.
- Godshuizen Van Pamel dragen de naam van Jan van Pamel, burgemeester van Brugge, die hiervoor in 1646 duizend pond schonk. Pas in 1699 werden met deze schenking drie godshuizen gebouwd. Ze waren bestemd voor drie blinde mannen of vrouwen, in wier onderhoud de stichting voorzag.
- Godshuizen Marius Voet, gesticht door Marius Voet (†1685), burgemeester van het Brugse Vrije, gebouwd in 1699-1700, waren bestemd voor drie arme blinden, in wier levensonderhoud door de stichting werd voorzien.
- Godshuizen Soutieu, gebouwd in 1675, voor rekening van Laurentia Soutieu, moesten in 1909 wijken voor de uitbreiding van de parochieschool in de Paalstraat. De zes huisjes werden vervangen door eenzelfde aantal dat gebouwd werd in Maagdendal. Rond 2000 verdween de parochieschool en werden sociale woningen gebouwd.

## Galerie

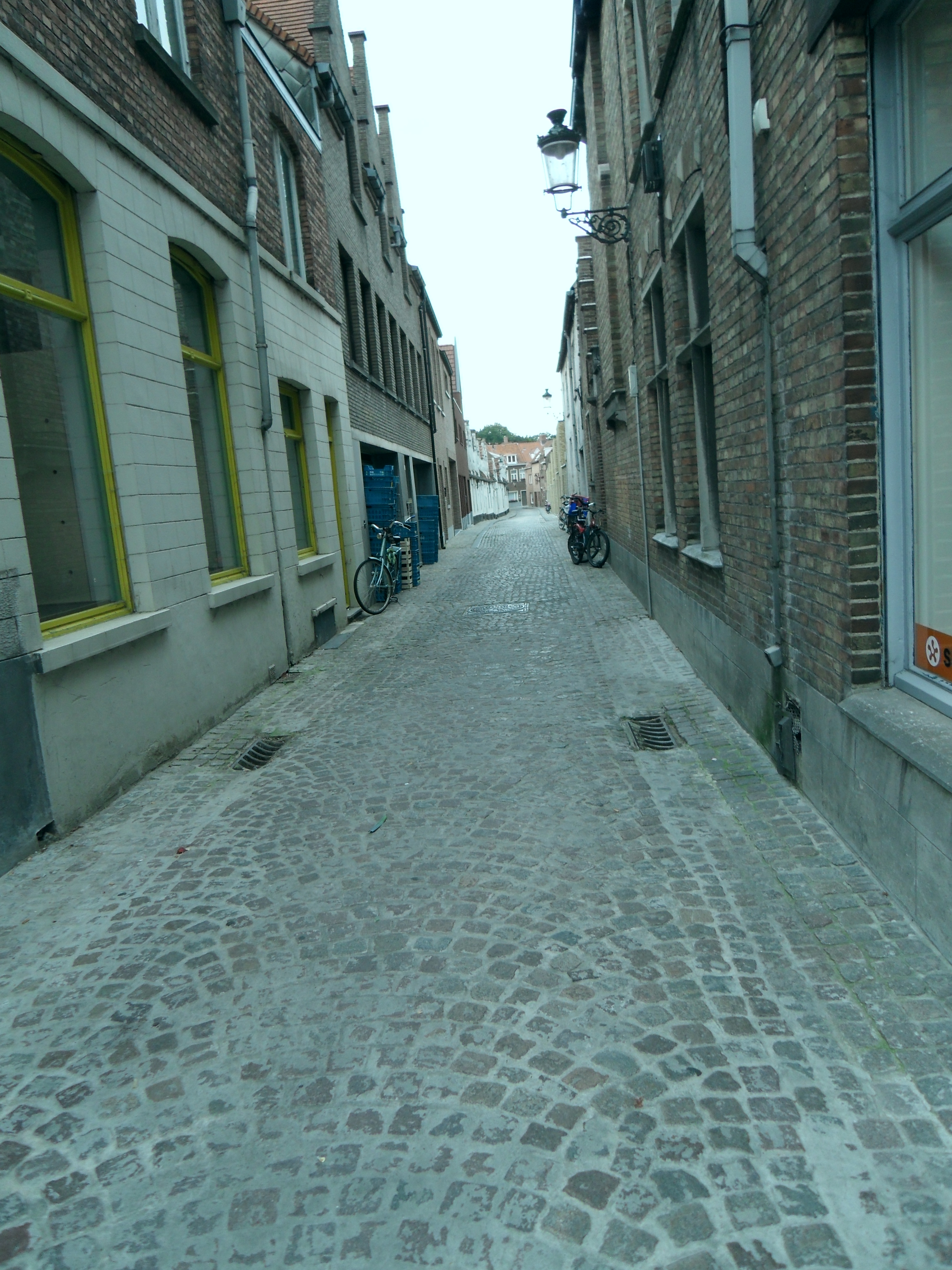
De Kammakersstraat gezien van uit de Smedenstraat

Straten en pleinen in Brugge met een artikel op Wikipedia: